# 水道橋の廃墟のそばの農民
『水道橋の廃墟のそばの農民』（すいどうきょうのはいきょのそばののうみん、英: Peasants by a Ruied Aqueduct）、または『水道橋の廃墟のそばの農民と牛』（すいどうきょうのはいきょのそばののうみんとうし、蘭: Boeren met vee bij een vervallen aquaduct、英: Peasants With Cattle By A Ruined Aqueduct）は、17世紀のオランダ絵画黄金時代の画家ニコラース・ベルヘムが1655-1660年ごろ、板上に油彩で制作した絵画である。画面下部左側に「Berchem」という画家の署名が記されている。かつてイギリスの政治家ロバート・ピールに所有されていた作品で、1871年に購入されて以来、ロンドン・ナショナル・ギャラリーに所蔵されている。

## 作品

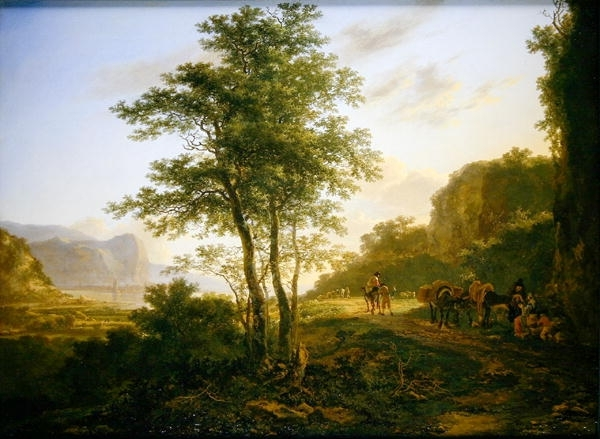
ヤン・ボト『旅人のいるイタリア的風景』 (1646年)、個人蔵

ベルヘムは、いわゆる「オランダのイタリア的風景画家」に属している。イタリア的風景画家とは、ヤン・ボトのようにイタリアに行ったことがあるか、イタリアの風景や古代遺跡に影響を受けた画家たちのことである。いずれにしても、北方人の南の国への憧れが彼ら主題であることに変わりはない。ベルヘムもイタリアに行ったが、むしろヤン・ボトの作品から決定的な影響を受けた。彼は間接的にローマにいたフランスの画家クロード・ロランからも多くを学んでいる。
夕日が、古代ローマ時代に造られた水道橋の遺構の下にいる牛たちを照らしている。柔らかな日差しは風雨で摩耗した石の上に影を投げかけ、遺跡の古さとかつての壮大さを示す。雑草とツタなどの植物が崩れかかった石から垂れ下がっている。 地平線が低く設定されている画面では明るい空が大半を占め、鑑賞者はこの空の中で水道橋のアーチを見上げることになる。風景画には珍しい縦長の画面が選ばれたのも、この水道橋の高さを強調するためである。加えて、水道橋は斜めからの遠近法で描かれているため、牛や農民の上にそびえている感じを与え、遠くの山々と並んでこの風景を支配しているように見える。
背後の丘はベルヘムがイタリア滞在時に見て記録したものかもしれないが、牛は間違いなく、屈強で栄養の行き届いた生産的なオランダの牛である。ベルヘムは牛たちを扇状に配置することにより、さまざまな角度から提示し、牛たちの屈強な体、深い色合い、特徴的な顔を描く技量を明らかにしている。風景同様、農民たちもオランダ的というよりイタリア的に見える。小川に膝まで浸かっている素足の男は犬を携え、重い荷を運びながら牛たちを見張っている。もう1人の男は厚い外套に身を包み、サルヴァトール・ローザの絵画に登場するナポリの山賊のようである。2人の男は、北方の弱い陽光よりはイタリアの強い陽光に適した、大きなつばのある帽子をかぶっている。厚い外套の男は、荷を積んだロバの上に高くまたがる若い女を見ている。彼の眼差しに応える彼女の身振りはどのようにも解釈できるが、彼女のロバ上の位置、きれいな衣服は、彼よりも社会的地位が高いことを示しているように見える。

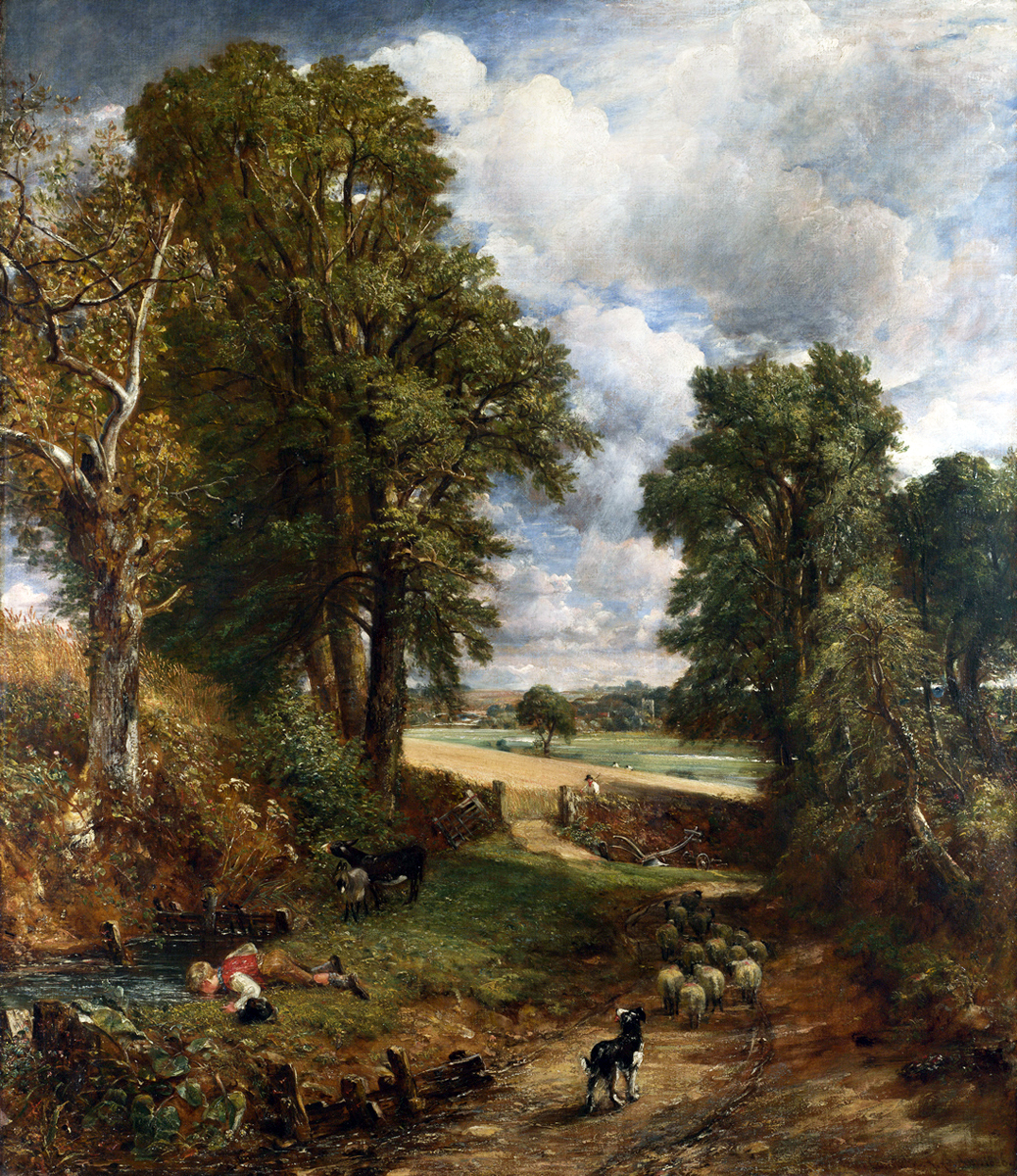
コンスタブル『トウモロコシ畑』（1826年)、ナショナル・ギャラリー (ロンドン)

ベルヘムは光が女の額、服の袖、ロバの背に掛かる布を照らす様子を描いている。光は彼女の胴着の深い青色を輝かせているが、情景を生き生きとさせているのは、たなびくスカートの明るい赤色 (画面内の唯一の赤色) である。ずっと後に、イギリスの芸術家ターナーとコンスタブルも、この効果を理解し、用いた。クロード・ロランの作品同様、本作は逆光で描かれている。また、第二の光源がないため、鑑賞者側から前景を照らす光が場面の統一感を損なう恐れもない。しかし、鑑賞者に一番近い対象が確実に注意を引くように、ベルヘムはその位置に白い牛を描いた。
ベルヘムなどオランダのイタリア的風景画家たちの詩的で空想的な作品は、18世紀を通じ19世紀初頭にいたるまで、とりわけフランス、イギリスの収集家たちに高く評価され、高額で取引された。その後、「非オランダ的」と見られるようになって面白味のない作品として人気が落ちたが、ようやく1950年代以降にふたたび脚光を浴びるようになった。